# First de Retz
First de Retz est un cheval trotteur français, né le 31 mars 1993, spécialiste du trot monté. Il remporta notamment deux fois le Prix de Cornulier, principale épreuve dans cette discipline.

## Naissance et élevage
First de Retz nait le 31 mars 1993 dans le Calvados. Son père est Podosis, grand spécialiste du trot monté, notamment vainqueur d'un Prix de Cornulier. Sa mère, Ballerine de Retz, est une fille de Levorino, cheval classique des années 1980, notamment 2e du Prix de Vincennes et du Prix de l'Étoile. Ses naisseurs sont Antoine Apra et Didier Van Themsche — qui est également de 1989 à 1995 maire de Cabourg —, le cheval courant sous les couleurs de ce dernier. Le cheval se qualifie le 3 novembre 1995.

## Carrière de course
D'abord confié à l'entrainement de Robert Lacroix, First de Retz participe à sa première course à Chartres le 17 mars 1996 dans laquelle il est disqualifié,. Il est ensuite confié à Jacky Béthouard qui le spécialise dans le trot monté, discipline pour laquelle le cheval montre assez vite de grandes dispositions. Il réalise cependant une début de carrière plutôt discret, remportant cependant les Prix Céneri Forcinal et Olry-Roederer en 1997.
Le 12 septembre 1998, il crée la sensation en remportant le Prix de Normandie en réalisant une réduction kilomérique de 1 min 16 s 3, pulvérisant ainsi le record de l'épreuve. Dorénavant considéré comme le leader de sa génération, il est légitimement désigné parmi les favoris quatre mois plus tard au départ du Prix de Cornulier. Il franchit en tête le poteau d'arrivée devant Fripon Rose et Filou de la Grille, mais, ayant parcouru une partie de la dernière ligne droite dans des allures jugées irrégulières, il est disqualifié. Il remporte en cette année 1999 plusieurs Groupes II au monté et est testé à l'attelé, se classant deuxième du Prix d'Europe à Enghien.
Il est confié pour le meeting d'hiver 1999-2000 à l'entraiment de Philippe Allaire, il s'aligne à nouveau dans le Prix de Cornulier, cette fois en grand favori. Il remporte facilement l'épreuve et s'aligne une semaine plus tard dans le Prix d'Amérique dans lequel il termine septième assez loin du vainqueur Général du Pommeau. L'année 2000 sera pour First de Retz une excellente campagne, s'illustrant tant au monté qu'à l'attelé, sous sa nouvelle casaque, celle de l'écurie des Charmes, remportant notamment le Prix d'Été et terminant l'année par une victoire surprise dans le Prix de Bourgogne, préparatoire au Prix d'Amérique.
Il gagne son deuxième Prix de Cornulier en janvier 2001, dominant facilement Gobernador. Syndiqué en 80 parts comme étalon, il cesse alors sa carrière de course.

## Carrière au haras
Les cinquante-neuf premiers produits de First de Retz naissent en 2000 (génération des M), dont trente-et-un se qualifient. Parmi eux, Majestueux d'Or totalisera 235 400 € de gains. Deux de ses fils dépasseront le million d'euros : One du Rib (1 608 580 €) et Akim du Cap Vert (1 360 305 €). Sa dernière année de monte est 2019, ses derniers produits sont donc nés en 2020 (génération des K).

## Palmarès
- Prix de Cornulier (Gr.1, 2000, 2001)
- Prix de Normandie (Gr.1, 1998)
- Prix Céneri-Forcinal (Gr.2, 1997)
- Prix Olry-Roederer (Gr.2, 1997)
- Prix Joseph-Lafosse (Gr.2, 1998)
- Prix Camille-Lepecq (Gr.2, 1999, 2000)
- Prix Paul-Buquet (Gr.2, 1999)
- Prix Georges-Dreux (Gr.2, 1999)
- Prix d'Été (Gr.2, 2000)
- Prix Kerjacques (Gr.2, 2000)
- Prix Jules-Lemonnier (Gr.2, 2000)
- Prix Guillaume-de-Bellaigue (Gr.2, 2000)
- Prix de Bourgogne (Gr.2, 2001)
- Prix de Washington (Gr.2, 2001)
- Prix de Londres (Gr.2, 2001)
- 2e Prix René-Ballière (Gr.1, 2000)
- 2e Prix Hervé-Céran-Maillard (Gr.2, 1998)
- 2e Prix Paul-Bastard (Gr.2, 1998)
- 2e Prix Camille-Blaisot (Gr.2, 1998)
- 2e Prix Philippe-du-Rozier (Gr.2, 1998)
- 2e Prix Jules-Lemonnier (Gr.2, 1999)
- 2e Prix d'Europe (Gr.2, 1999)
- 2e Finale de la Coupe du Monde de Trot (Gr.2, 2001)
- 3e Prix René-Ballière (Gr.1, 2001)
- 3e Prix Octave-Douesnel (Gr.2, 1997)
- 3e Étape de la Coupe du Monde de Trot (Gr.2, 2000)
- 3e Prix d'Europe (Gr.2, 2000)

## Origines
| Origines de First de Retz, mâle, bai. | Origines de First de Retz, mâle, bai. | Origines de First de Retz, mâle, bai. | Origines de First de Retz, mâle, bai. |
| ------------------------------------- | ------------------------------------- | ------------------------------------- | ------------------------------------- |
| Père Podosis                          | Florestan                             | Star's Pride (US)                     | Worthy Boy                            |
| Père Podosis                          | Florestan                             | Star's Pride (US)                     | Stardrift (US)                        |
| Père Podosis                          | Florestan                             | Roquépine                             | Atus II                               |
| Père Podosis                          | Florestan                             | Roquépine                             | Jalna IV                              |
| Père Podosis                          | Civette II                            | Paléo                                 | Fandango                              |
| Père Podosis                          | Civette II                            | Paléo                                 | Rosina                                |
| Père Podosis                          | Civette II                            | Sa Reine                              | Garde Moi                             |
| Père Podosis                          | Civette II                            | Sa Reine                              | Victoria Queen                        |
| Mère Ballerine de Retz                | Lévorino                              | Kerjacques                            | Quinio                                |
| Mère Ballerine de Retz                | Lévorino                              | Kerjacques                            | Arlette III                           |
| Mère Ballerine de Retz                | Lévorino                              | Évorine                               | Jussieu                               |
| Mère Ballerine de Retz                | Lévorino                              | Évorine                               | Ursaline                              |
| Mère Ballerine de Retz                | Nice Gold                             | Triomphe II                           | Écusson                               |
| Mère Ballerine de Retz                | Nice Gold                             | Triomphe II                           | Kermesse VIII                         |
| Mère Ballerine de Retz                | Nice Gold                             | Harmony Gold                          | Patara                                |
| Mère Ballerine de Retz                | Nice Gold                             | Harmony Gold                          | Rapsodie RL                           |